# Untold Stories
Untold Stories este un album de studio semnat de formația românească de muzică electronică Sunday People. Apărut în 2003 la casa de discuri Sofa Music, Untold Stories reprezintă discul de debut al formației.

## Lista pieselor
Toate piesele sunt compuse de către Hasan și Sultan Nasser.
1. Wake Up – 5:22
2. Ask Yourself – 5:34
3. Swing with Me – 4:32
4. It Helps You Come with Me – 7:36
5. Between Them – 6:08
6. Intifada Blues – 4:38
7. If I Could Stop Time – 4:48
8. Believe in Me – 6:24
9. Endless Kiss – 4:24
10. We Exist – 6:04
11. Sound of Thoughts –5:41
12. Somewhere Sometime – 5:53
13. Touchable – 5:17
14. Winter – 4:26

## Personal

### Interpreți
- Hasan Nasser – sintetizator
- Sultan Nasser – sintetizator
- Dana Sandu – voce (pista 3)

### Echipa tehnică
- Hasan Nasser – producător
- Sultan Nasser – producător
- Mihai Gurei – copertă
- Lorenzo Colloreta – fotograf